# بيتر فيرنر
بيتر فيرنر (بالإنجليزية: Peter Werner)‏ هو مخرج أمريكي، ولد في 17 يناير 1947 في نيويورك في الولايات المتحدة.

## أعماله
- اختيار غرايسي

## وصلات خارجية
- بيتر فيرنر على موقع IMDb (الإنجليزية)
- بيتر فيرنر على موقع ألو سيني (الفرنسية)
- بيتر فيرنر على موقع أول موفي (الإنجليزية)
- بيتر فيرنر على موقع قاعدة بيانات الأفلام السويدية (السويدية)
- بيتر فيرنر على موقع قاعدة بيانات الفيلم (الإنجليزية)
- بيتر فيرنر على موقع كينوبويسك (الروسية)